# Anneville-sur-Mer
Anneville-sur-Mer è un comune francese di 240 abitanti situato nel dipartimento della Manica nella regione della Normandia.
Fa parte del cantone di Lessay nella circoscrizione (arrondissement) di Coutances.
Nel comune è nato l'ex calciatore italiano Alessandro Renica.

## Società

### Evoluzione demografica
Abitanti censiti